# Ballingbuur
Ballingbuur (Fries: Ballingbuer of Ballingboer) is een buurtschap in de gemeente De Friese Meren, in de Nederlandse provincie Friesland.
Het ligt ten noordwesten van Broek en aan de zuidrand van Goingarijp, waaronder het ook valt. De bewoning van de buurtschap ligt aan de Ballingbuer en de Swettepoelsterdyk waar oorspronkelijk de Lijkvaart en de Noordbroekstervaart samenkomen. De bewoning van de noordelijke punt van de buurtschap is opgegaan in de bebouwde kom van Goingarijp en wordt zo niet altijd meer bij de buurtschap gerekend.
In 18e eeuw werd de buurtschap vermeld als Balling Buir. De plaatsnaam duidt waarschijnlijk op plaats van ene Balling. Aan de westkant van de buurtschap ligt het Annawiel en aan de zuidkant het Scharrewiel. Deze wielen zijn overblijfsels van dijkdoorbraken. Het ligt ook bij de Goëngarijpsterpoelen.
Voor de gemeentelijke herindelingen in 1984 behoorde de buurtschap tot de gemeente Doniawerstal. En van 1984 tot 2014 behoorde het tot de gemeente Skarsterlân.
Tussen 2002 en 2012 kende de buurtschap een opvangcentrum voor schildpadden, It Schildhûs genoemd.
Hoofdplaats: Joure     Stad: Sloten

Dorpen en gehuchten: Akmarijp · Bakhuizen · Balk · Bantega · Boornzwaag · Broek · Delfstrahuizen · Dijken · Doniaga · Echten · Echtenerbrug · Eesterga · Elahuizen · Follega · Goingarijp · Harich · Haskerhorne · Idskenhuizen · Kolderwolde · Langweer · Legemeer · Lemmer · Mirns · Nijehaske · Nijemirdum · Oldeouwer · Oosterzee · Oudega · Oudehaske · Oudemirdum · Ouwster-Nijega · Ouwsterhaule · Rijs · Rohel · Rotstergaast · Rotsterhaule · Rottum · Ruigahuizen · Scharsterbrug · Sint Nicolaasga · Sintjohannesga · Snikzwaag · Sondel · Terhorne · Terkaple · Teroele · Tjerkgaast · Vegelinsoord · Wijckel

Buurtschappen: Ballingbuur · Bargebek · Boornzwaag over de Wielen · Brekkenpolder · Commissiepolle · De Rijlst · Delburen · Finkeburen · Heide · Hooibergen · Nieuw Amerika · Onland · Schoterzijl (deels) · Schouw · Spannenburg · Tacozijl · Trophorne · Tweehuis · Vierhuis · Vrisburen · Westerend-Harich · Zevenbuurt

Friesland: Steden en dorpen      Nederland: Provincies · Gemeenten